# Willem Albert Johan Roelofsen
Willem Albert Johan Roelofsen (2 september 1897 - Den Haag, 14 maart 1971) was een Nederlands brigade-generaal titulair der mariniers.

## Loopbaan

### Vroege loopbaan

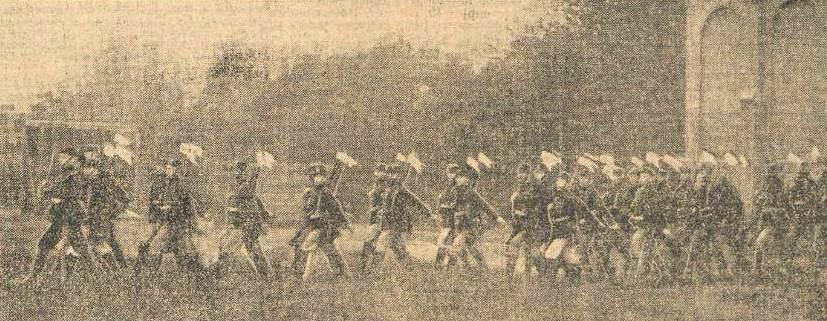
Mariniers nemen onder commando van Roelofsen deel aan een afstandsmars in 1923 (Rotterdams Nieuwsblad)

Roelofsen deed in de rang van onderofficier toelatingsexamen voor de hoofdcursus en werd met ingang van 1 oktober 1919 aldaar geplaatst, bestemd voor de infanterie in Nederland. In de rang van vaandrig titulair werd hij bij Koninklijk Besluit van 17 september 1921 benoemd tot tweede luitenant bij het zevende regiment infanterie, nadat hij geslaagd was voor het examen, dat van 5 tot 18 augustus gehouden was. In maart 1922 werd hij ingedeeld bij het oefendetachement van het 18de regiment infanterie te Amersfoort, overgeplaatst bij de mariniers en bij beschikking van de minister van Marine per 1 oktober 1923 geplaatst aan boord van Hr. Ms. wachtschip te Willemsoord. Eerder dat jaar, in juni, had een groot aantal mariniers, onder commando van Roelofsen, deel genomen aan de afstandsmarsen, uitgeschreven door de Koninklijke Nederlandse Bond voor Lichamelijke Opvoeding.
Roelofsen werd op 17 september 1923 bevorderd tot eerste luitenant en in juli 1924 overgeplaatst naar de marinekazerne te Willemsoord, waarna hij benoemd werd tot directeur van de marinegymnastiekschool te Den Helder. Met ingang van 28 maart werd hij als hoofd van het onderwijs bij de gymnastiek- en sportschool der marine vervangen door eerste luitenant der mariniers M.R. de Bruyne en ter beschikking gesteld. Hij werd hierna ingedeeld bij de zeemacht in Nederlands-Indië, reisde naar Indië per Indrapoera en werd aldaar geplaatst op Hr. Ms. Sumatra. In 1929 werd hij overgeplaatst naar de militaire kazerne te Goebeng en fungeerde in 1930 als voorzitter annex kamprechter tijdens de atletiekwedstrijden te Batavia. In april 1931 kreeg hij toestemming naar Nederland terug te keren (per Sibajak), waar hij met ingang van 27 oktober werd geplaatst bij de afdeling mariniers te Rotterdam. Met ingang van 16 augustus 1933 werd Roelofsen bevorderd tot kapitein en in november van dat jaar geplaatst bij de Hogere Krijgsschool, tot het volgen van een theoretische cursus. In het Marineblad schreef hij in 1933 een artikel over de Waarde van het infanteristische gedeelte van de matrozenopleiding. Hij zei onder meer: Er is in de militaire wereld een onmiskenbare stroming in de richting van geleerdheid en techniek, met verwaarlozing van het militaire element en de militaire verhoudingen, dat voert naar de afgrond.

### Latere loopbaan

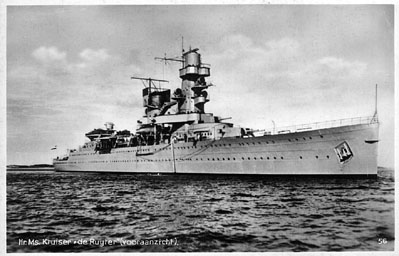
Roelofsen voer onder meer op Hr. Ms. De Ruyter

Roelofsen vertrok in december 1934 als verbindingsofficier naar Genève; dat was als onderdeel van de missie, waarbij 200 mariniers, onder commando van kapitein der mariniers M.R. de Bruyne, naar het Saargebied werden gezonden, om daar onderdeel te gaan uitmaken van de internationale troepenmacht van de Volkenbond. Tot Nederlandse vertegenwoordiger in het subcomité betreffende de organisatie van de internationale troepenmacht was generaal-majoor J.J.G. baron van Voorst tot Voorst benoemd, die vergezeld werd door Roelofsen. Naast eerder genoemde personen werden verder nog aangewezen naar het Saargebied te vertrekken: de kapiteins L. Langeveld, J.A.J. de Bruyn en H. Lieftinck, de tweede luitenants J.G.M. Nass, R.H.M.C. von Freitag Drabbe en E.J. baron Lewe van Aduard, officier van gezondheid eerste klasse J. Lacroix en officier van administratie J.K. Leijen. Met ingang van 26 oktober 1935 werd Roelofsen eervol ontheven van zijn functie als hoofd van onderwijs bij de gymnastiek- en sportschool der marine te Willemsoord en geplaatst bij de onderzeedienst aldaar.
Op 29 januari 1936 voerde Roelofsen het woord tijdens de marineavond van de afdeling Hilversum van het Nationaal Jongeren Verbond, was hij dat jaar commandant van een compagnie adelborsten tijdens het bezoek van minister H. Colijn aan het Koninklijk Instituut voor de Marine en nam hij deel aan de Vierdaagse. In 1937 schreef Roelofsen in het Marine Blad een stuk over de Secundaire taak, waarmee hij het vechten te land door marinetroepen bedoelde en schreef hij in datzelfde blad een artikel over het Reglement infanterie van 1936. In 1938 voer hij als lid van het état-major op Hr. Ms. Java en Hr. Ms. De Ruyter. Roelofsen was in 1939 aanwezig bij de herdenking van de vliegramp, bij het gemeenschappelijk graf van de slachtoffers, die plaats had gevonden aan de rede van Bandaneira op 16 oktober 1937. In december 1940 was hij actief als commandant van de adelborsten tijdens hun mars door de stad, die uitging van het Koninklijk Instituut voor de Marine te Soerabaja en werd hij benoemd tot commandant van de marinekazerne Goebeng.

### Tweede Wereldoorlog

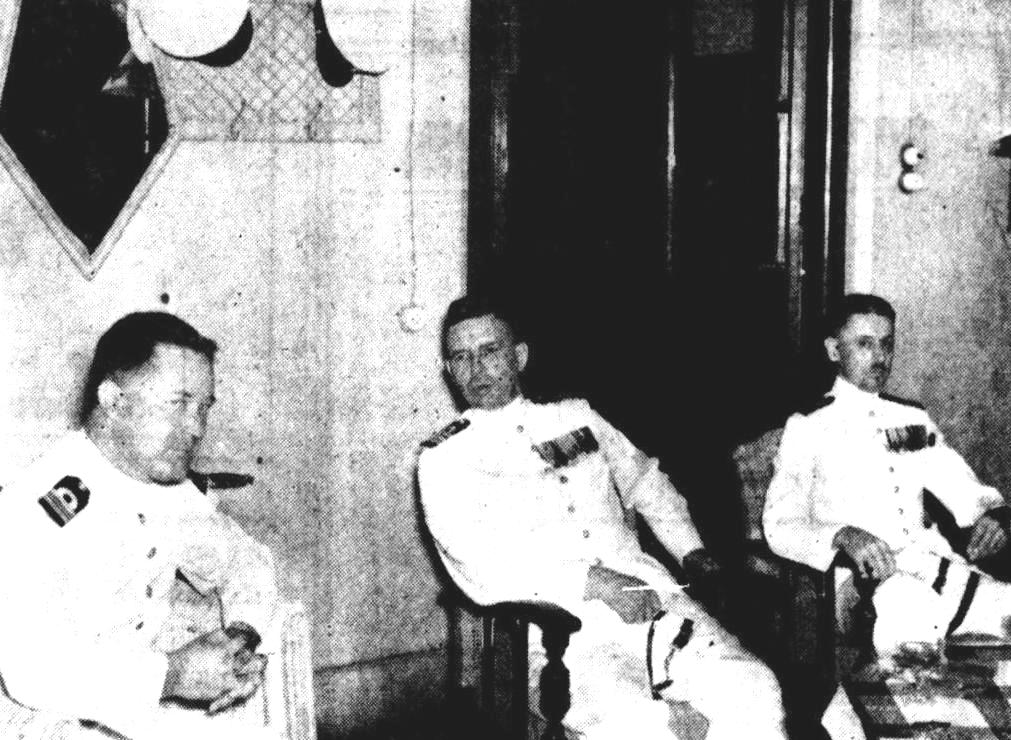
Commando-overgave, van rechts naar links Roelofsen, luitenant der mariniers M.R. de Bruyne en luitenant-ter-zee eerste klasse A.D.A. Peereboom Voller

De volledige bemanning van de marinekazerne Goebeng stond in augustus 1941 aangetreden toen luitenant-kolonel M.R. de Bruyne, die naar Engeland zou vertrekken, in gezelschap van Roelofsen en luitenant-ter-zee Peereboom Voller, arriveerden om voor het front van de troepen het commando over de marinekazerne en de functie der oudstaangewezen officier der mariniers in deze gewesten over te dragen aan Roelofsen. In oktober 1941 sprak Roelofsen de inheemse militie van de Koninklijke Marine toe, en zei onder meer: Gij draagt thans een uniform welke gij als een sieraad zult dragen. Ik eis van u stipte plichtsbetrachting en verwacht dat u zich geheel zult geven. Gij zijt de eerste in een nieuwe categorie der Koninklijke Marine, waar gij trots op zult zijn, maar dit brengt ook verplichtingen met zich mee. Datzelfde jaar schreef Roelofs ook een artikel in het blad Zeemacht over de Amerikaanse mariniers en schreef hij een ingezonden stuk, getiteld Beëdiging van de reserve-officieren der Mariniers in het Soerabajaasch Handelsblad. Hij werd op 15 oktober 1941 bevorderd tot luitenant-kolonel.
Na de verovering van Nederlands-Indië door Japan en tijdens de daarop volgende bezetting werd Roelofsen benoemd tot kampcommandant van het krijgsgevangenenkamp Changi te Singapore. Hij onderscheidde zich tijdens de schermutselingen die plaatsvonden in oktober 1945, toen er te Soerabaja gevaarlijke toestanden ontstonden. Op 28 maart 1947 kwam de nieuw ingestelde krijgsraad bij de mariniersbrigade in Nederlands-Indië voor het eerst bijeen, onder voorzitterschap van luitenant-kolonel der mariniers P. Eenhoorn. De commandant van de A-divisie, generaal-majoor der mariniers M.R. de Bruyne, en de commandant der mariniersbrigade, Roelofsen, inmiddels op 1 september 1946 tot kolonel benoemd, woonden deze eerste zitting bij. In november van datzelfde jaar kreeg Roelofsen het officierskruis van Oranje-Nassau uitgereikt, bij Koninklijk Besluit van 21 juni 1947 nummer 88. Hij kreeg deze onderscheiding voor zijn gedrag tijdens zijn krijgsgevangenschap in Singapore en zijn optreden daarna in Soerabaja, tijdens de strijd om Soerabaja, in het laatst van 1945 te midden van wel zeer bijzondere omstandigheden. Eerder dat jaar was hij al, na terugkeer uit Nederland, als brigadecommandant, begonnen met nieuwe operaties in het Nederlands-Indische gebied. Hij ging vervolgens in 1948 met pensioen en werd op 10 december 1963 titulair tot brigade-generaal benoemd.
Roelofsen was officier in de Orde van Oranje-Nassau met de Zwaarden, bezat het Oorlogsherinneringskruis, het Ereteken voor Orde en Vrede, het Onderscheidingsteken voor Langdurige Dienst als officier met het cijfer XXV, de Vaardigheidsmedaille van de Nederlandse Sport Federatie en het Kruis voor betoonde marsvaardigheid. Hij overleed op 74-jarige leeftijd te Den Haag.

## Onderscheidingen
- Officier in de Orde van Oranje-Nassau met de Zwaarden
- Oorlogsherinneringskruis
- Ereteken voor Orde en Vrede
- Onderscheidingsteken voor Langdurige Dienst als officier
- Huwelijksmedaille 1937
- Vaardigheidsmedaille van de Nederlandse Sport Federatie
- Kruis voor betoonde marsvaardigheid